# Preiļi
Preiļi (németül: Prely) város Lettországban.

## Elhelyezkedése
Preiļi Rigától 204 km-re délkeletre, Daugavpilstől 55 km-re északra található kisváros Latgale tájegység szívében, a Preiļupe folyó partján.

## Története
Preiļi Lettország legrégebbi települései közé tartozik. Az első írásos feljegyzés a településről 1250-ből származik. A terület ekkor Johan ikšķilei misszionárius atya birtokába került. 1376-tól 1561-ig a Kardtestvérek rendjének volt a birtoka. Ezután adásvételekkel különböző földbirtokosok tulajdona, akik között egy manchesteri kereskedő is megtalálható volt.
1928-ban városi jogokat kapott. A 2009-es közigazgatási reformig Lettország Preiļi járásához tartozott.

## Híres preiļiek
- Itt született Artur Karvacki (1996), lett származású fehérorosz válogatott kézilabdázó.